# Islandia en los Juegos Paralímpicos de Sídney 2000
Islandia estuvo representada en los Juegos Paralímpicos de Sídney 2000 por seis deportistas, cinco hombres y una mujer.

## Medallistas
El equipo paralímpico islandés obtuvo las siguientes medallas:
| Nombre                | Deporte  | Evento                     |
| --------------------- | -------- | -------------------------- |
| Oro                   |          |                            |
| Kristin Hakonardottir | Natación | 100 m braza SB7 femenino   |
| Kristin Hakonardottir | Natación | 100 m espalda S7 femenino  |
| Plata                 |          |                            |
| —                     |          |                            |
| Bronce                |          |                            |
| Kristin Hakonardottir | Natación | 100 m libre S7 femenino    |
| Kristin Hakonardottir | Natación | 200 m estilos SM7 femenino |